# Турек
Турек (пољ. Turek) град је у Пољској у Војводству великопољском. По подацима из 2012. године број становника у месту је био 28 655.

## Становништво
| 1960.  | 2012.  |
| ------ | ------ |
| 12.700 | 28 655 |